# Continentaal eiland
Een continentaal eiland is een gedeelte van het continentaal plat dat zich niet onder water bevindt. Bijgevolg bevinden de meeste continentale eilanden zich relatief dicht bij een continent. Deze type eilanden komen ook hoofdzakelijk voor bij continenten waarbij het continentaal plat relatief breed is, zoals Azië en Europa.

## Voorbeelden van continentale eilanden
- Azië
  - Borneo
  - Java
  - Sumatra
  - Sachalin
  - Taiwan
  - Hainan
- Australië
  - Nieuw-Guinea
  - Tasmanië
  - Kangaroo Island
- Europa
  - Groot-Brittannië
  - Ierland
  - Faeröer
  - Sicilië
  - Shetlandeilanden
- Noord-Amerika
  - Groenland
  - Newfoundland
  - Long Island
  - Sable-eiland
- Zuid-Amerika
  - Barbados[bron?]
  - Falklandeilanden
  - Trinidad